# Philip Allen Bennett

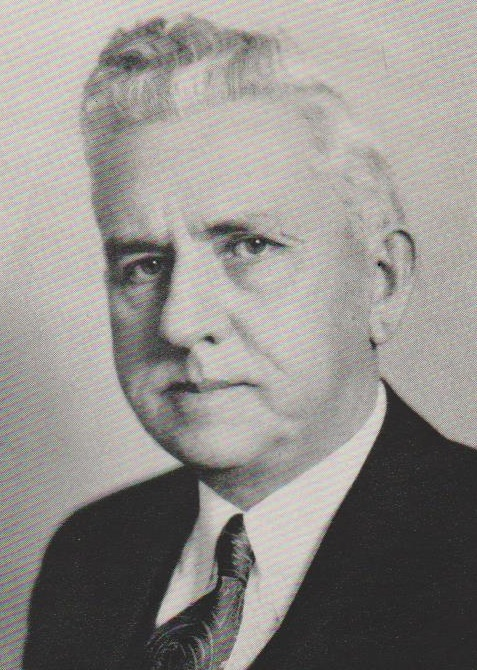
Philip Allen Bennett

Philip Allen Bennett (* 5. März 1881 bei Buffalo, Dallas County, Missouri; † 7. Dezember 1942 in Washington, D.C.) war ein US-amerikanischer Politiker (Republikanische Partei). Er vertrat den Bundesstaat Missouri im US-Repräsentantenhaus und war dessen Vizegouverneur.
Der auf einer Farm im Südwesten Missouris zur Welt gekommene Philip Bennett besuchte zunächst die öffentlichen Schulen und später die High School in Buffalo, ehe er 1902 seinen Abschluss am Normal and Business College von Springfield machte. Während seiner Studienzeit hatte er auch als Lehrer in Independence und Boyd gearbeitet. Im Jahr 1904 erwarb Bennett die Zeitung Buffalo Reflex, die er bis 1921 herausgab.
Parteipolitisch war er zunächst acht Jahre lang auf lokaler Ebene als Vorsitzender der Republikaner im Dallas County tätig; 1912 war er Delegierter zur Republican National Convention in Chicago. Von 1921 bis 1925 gehörte Bennett dem Senat von Missouri an. Während dieser Zeit zog er nach Springfield um, wo er im Immobilien- und Kreditgewerbe sein Geld verdiente. Von 1923 bis 1925 fungierte er als Gutachter für die Federal Land Bank, ein staatsfinanziertes Kreditnetzwerk für die Landwirtschaft.
Im November 1924 wurde Bennett zum Vizegouverneur von Missouri gewählt. Dieses Amt übte er vier Jahre lang als Stellvertreter von Gouverneur Sam Aaron Baker aus, um dessen Nachfolge er sich dann 1928 bewarb. Doch die Republikaner gaben Henry S. Caulfield als Kandidat den Vorzug, der auch die anschließende Wahl gewann. Bennett zog sich danach für einige Jahre aus der Politik zurück und ging wieder seinen Geschäften nach, ehe er 1938 bei der Wahl zum US-Repräsentantenhaus antrat und unterlag. Zwei Jahre später war er jedoch erfolgreich und nahm ab dem 3. Januar 1941 sein Mandat in Washington wahr. Im November 1942 gelang ihm die Wiederwahl, doch er starb noch vor dem Ende seiner ersten Amtsperiode am 7. Dezember desselben Jahres. Sein Sohn Marion gewann die Nachwahl und verblieb bis 1949 im Kongress.